# Rudolf Watzl
Rudolf Watzl (Viena, 4 d'abril de 1882 – Przemyśl, Polònia, 15 d'agost de 1915) va ser un lluitador austríac que va competir a començaments del segle xx.
El 1906 va prendre part en els Jocs Intercalats d'Atenes, on disputà dues proves del programa de lluita. Va guanyar la medalla d'or en la categoria del pes lleuger la de bronze en la classe oberta.
Durant la Primera Guerra Mundial lluità al 32è Regiment d'infanteria. Va morir a l'hospital militar número 3 de febre tifoide i fou enterrat al cementiri de Przemyśl.